# Xanthopimpla occidentalis
Xanthopimpla occidentalis är en stekelart som beskrevs av Krieger 1899. Xanthopimpla occidentalis ingår i släktet Xanthopimpla och familjen brokparasitsteklar. Inga underarter finns listade i Catalogue of Life.